# Giuseppe Valadier
Giuseppe Valadier (Roma, 14 aprile 1762 – Roma, 1º febbraio 1839) è stato un architetto, orafo e argentiere italiano, uno dei più importanti del periodo neoclassico.

## Biografia

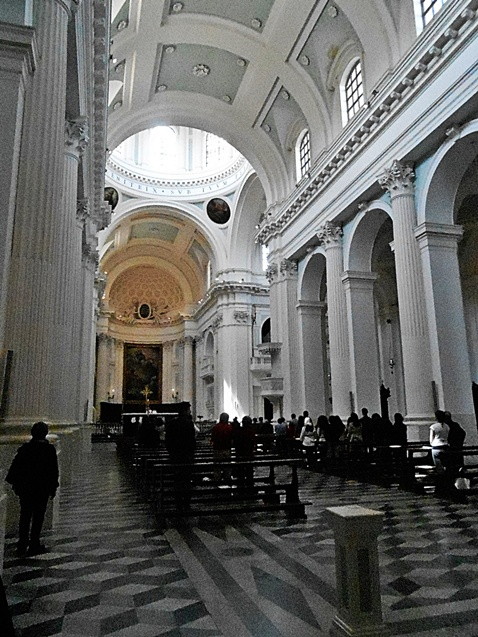
L'interno del Duomo di Urbino

Figlio dell'orafo Luigi Valadier, si dedicò allo studio dell'architettura in precocissima età: vinse a soli tredici anni il primo premio di seconda classe d'architettura al concorso Clementino del 1775 bandito dall'Accademia di San Luca, nelle cui scuole avrebbe più tardi insegnato architettura pratica. Alla morte del padre dovette portare a termine e procedere alla fusione dell'attuale campanone della Basilica di San Pietro in Vaticano.
Ebbe un'attività molto intensa e prolifica di opere e progetti. La sua opera più celebre è quella della sistemazione urbanistica di Piazza del Popolo, per la quale Valadier aveva redatto e pubblicato un progetto fin dal 1794 reduce dalla progettazione della preziosa residenza di Villa Pianciani a Spoleto dove già si leggono gli elementi che caratterizzano la moderna attenzione di Valadier per il rapporto degli spazi urbani e naturali. Il progetto definitivo, elaborato durante gli anni napoleonici, fu approvato nel 1816 e realizzato entro il 1822.

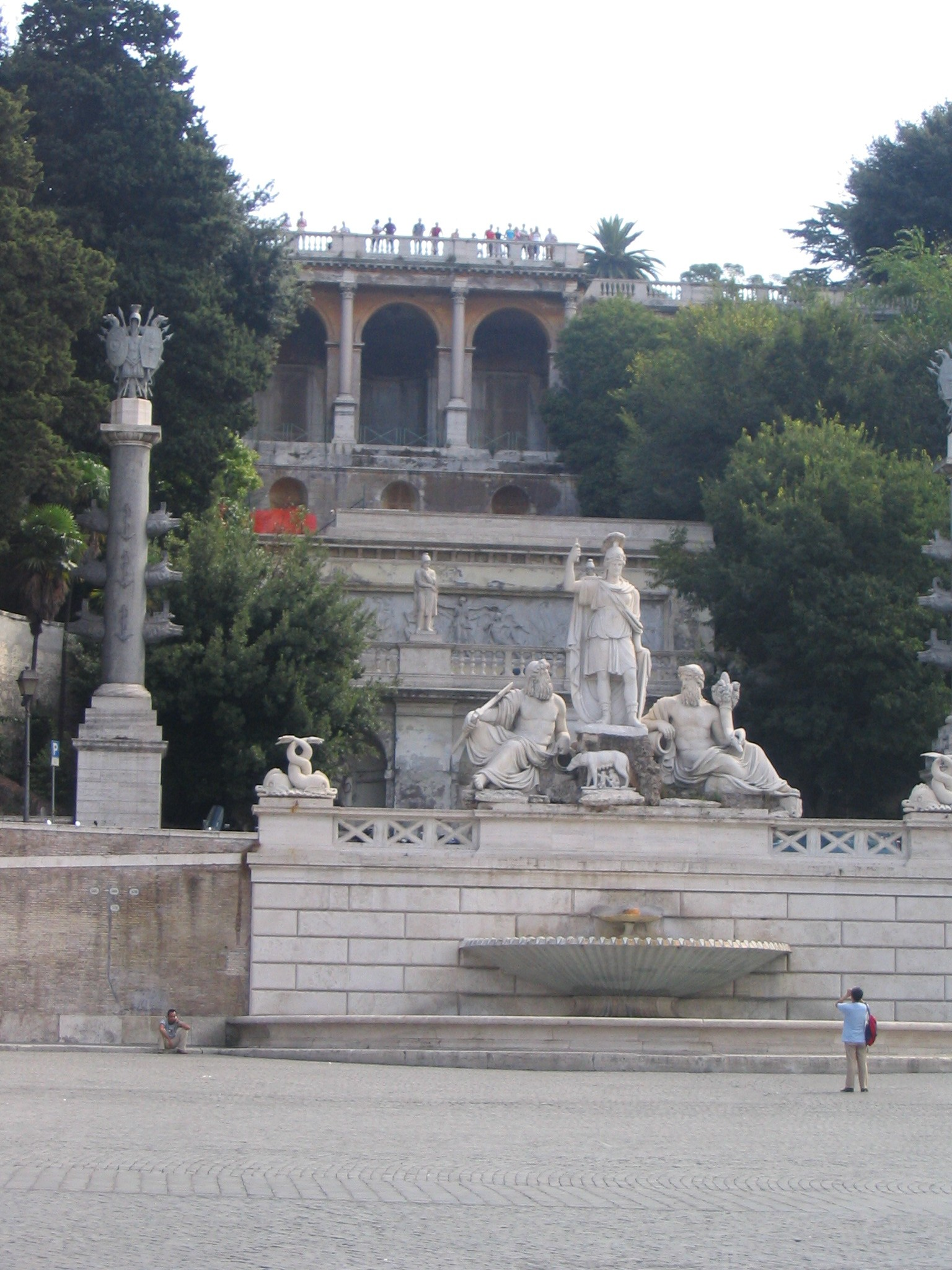
Fontana laterale di Piazza del Popolo a Roma

L'esperienza compiuta quale architetto municipale di prima classe durante il governo francese, generalmente associato al collega architetto e accademico Giuseppe Camporese, lasciò segni significativi di una ventata di moderna cultura urbana, seppure, secondo alcuni autori, a volte legata ad un linguaggio palladiano più che neoclassico.

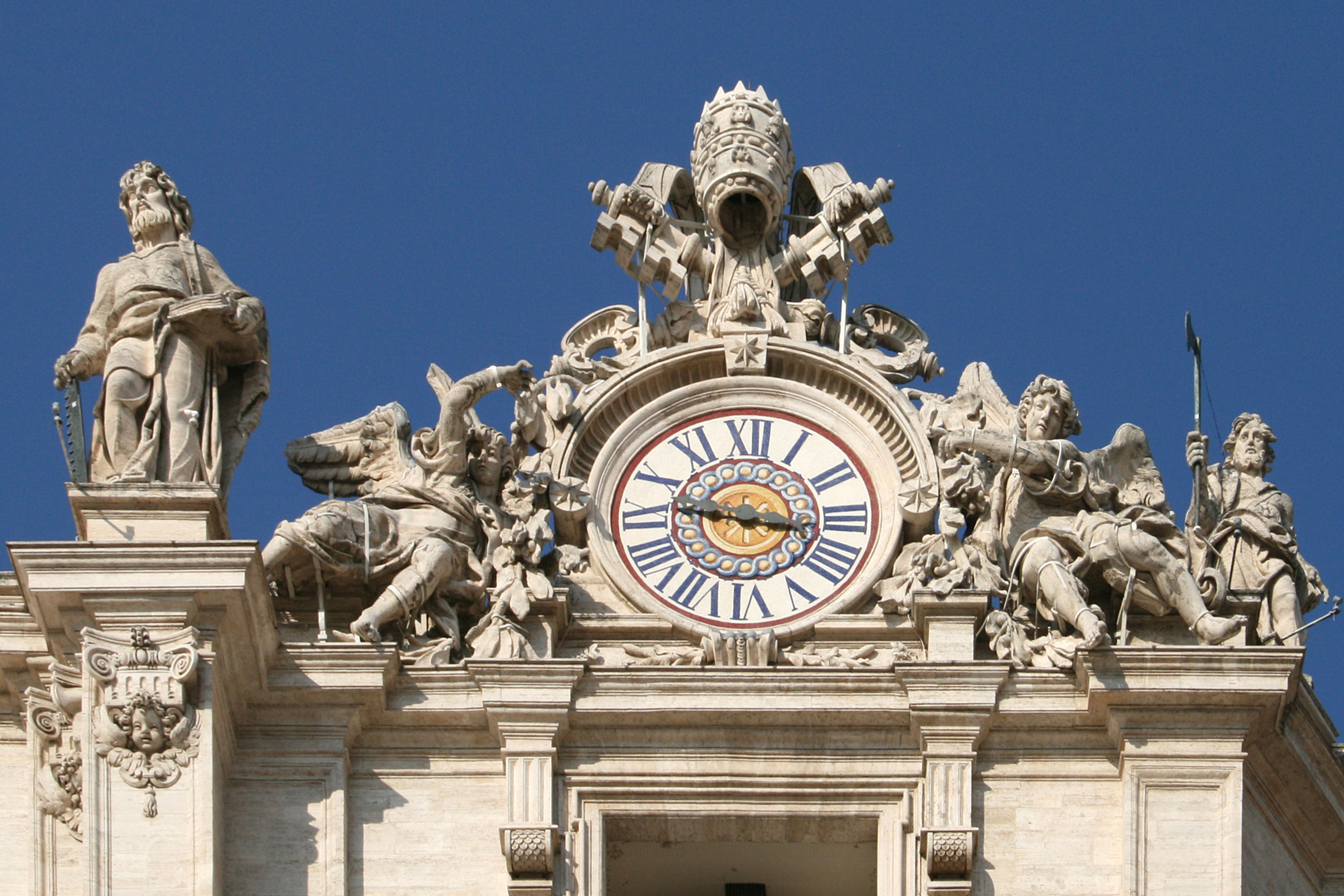
Orologio sul lato destro della facciata della Basilica di San Pietro in Vaticano

Valadier curò il piano della promenade dei Fori Imperiali (1811) e non pochi progetti di opere di pubblica utilità come il rifacimento del Teatro Valle (1819), il cui progetto fu realizzato solo in parte.
Suo è poi il singolare Coffee House (noto come Casina Valadier) (1807) al Pincio, dove realizzò una delle più significative sistemazioni paesaggistiche d'ambito urbano del tempo (1809-14).

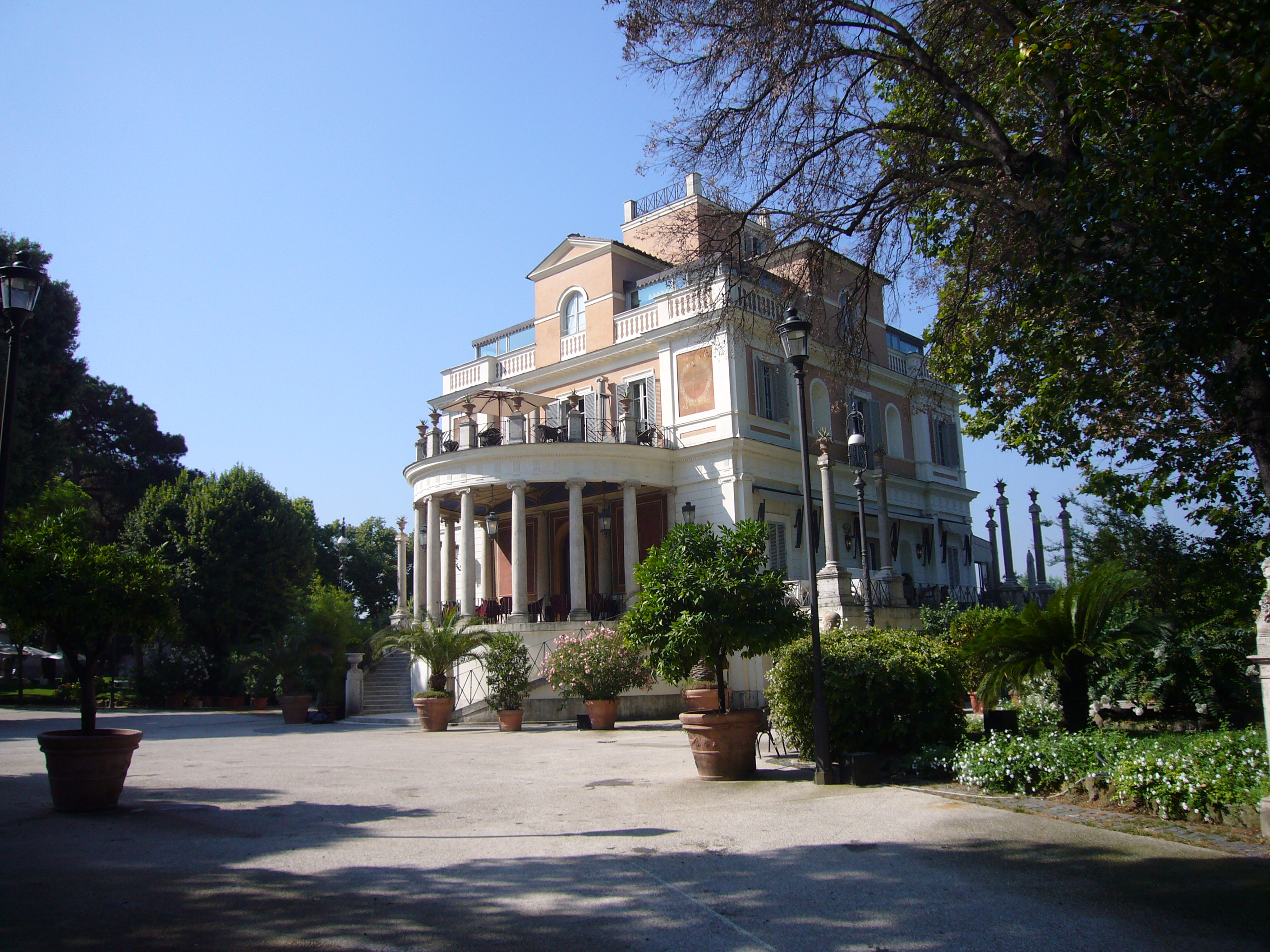
La Casina Valadier

Non meno rilevante è il suo contributo alla definizione scientifica del moderno restauro, sperimentato nell'Arco di Tito (1819), col suo isolamento e la reintegrazione sintetica delle parti mancanti, nonché nell'intelligente soluzione di consolidamento di un'estremità tronca dell'anello esterno del Colosseo; Valadier si interessò anche del restauro del Ponte Milvio, al quale aggiunse la ben nota torretta (1805).

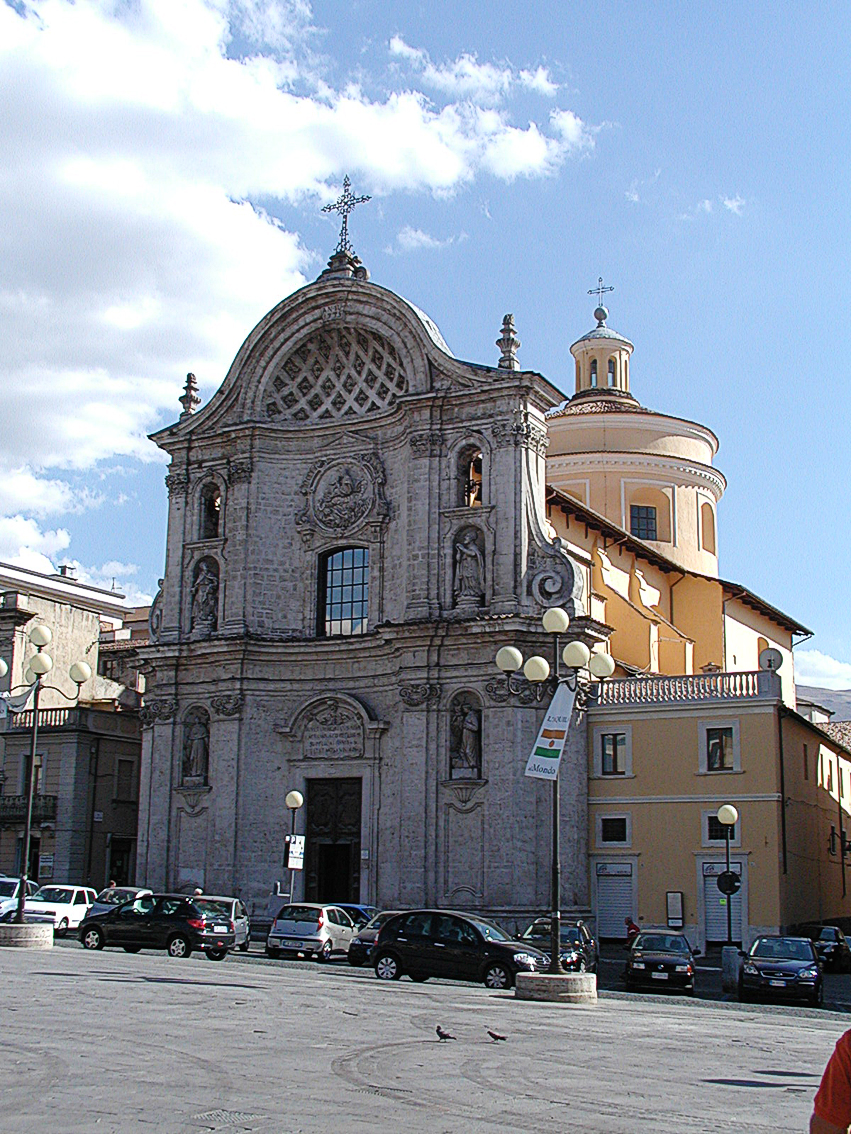
Facciata della chiesa del Suffragio, L'Aquila

Nel settore dell'architettura sacra vanno ricordate l'aulica ricostruzione di antica magnificenza romana della cattedrale di Urbino (1789), la Chiesa dei Santi Pietro Paolo e Donato, parrocchia di Corridonia, l'elastica e fluente spazialità della Collegiata di Monte San Pietrangeli (1799-1830) nell'attuale provincia di Fermo, la cupola della Chiesa di Santa Maria del Suffragio all'Aquila (1805), l'ampliamento del Palazzo Vincenti Mareri e la cappella di Santa Caterina nella Cattedrale a Rieti e le più tarde e accademiche soluzioni progettuali della chiesa di Santa Cristina a Cesena (1822). A Roma si ricordano la facciata delle chiese di San Rocco all'Augusteo (1832), di schietta impronta palladiana, e la chiesa di San Pantaleo dall'ardita semplicità neoclassica. Gli è stato inoltre attribuito per anni il suggestivo Tempio del Valadier, la chiesa nella roccia a Genga vicino alle grotte di Frasassi che porta per l'appunto il suo nome, ma a seguito di approfondite ricerche d'archivio l'edificio risulta opera degli architetti Tommaso Zappati, Pietro Ghinelli e Carlo Donati. 

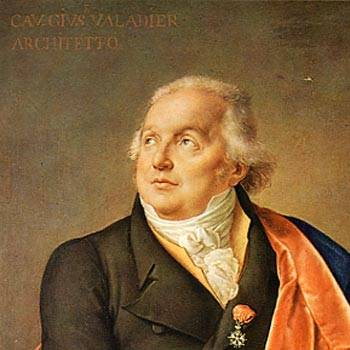
Ritratto di Valadier in età matura

Non fu invece attuato, perché avrebbe troppo arditamente cancellato ogni ricordo dell'antica struttura, il progetto per la ricostruzione della basilica romana di San Paolo fuori le Mura, devastata da un incendio nel 1823. Quanto a più contenute elaborazioni di design, per la basilica di San Pietro in Vaticano disegnò due coppie di orologi, ornati da statue di Andrea Bergondi e terminate dallo scultore Giuseppe Angelini ai lati della fronte esterna e nella controfacciata (1785), il piranesiano altare maggiore ed altre cappelle per il duomo di Spoleto (1785 e seguenti), ed un sontuoso fonte battesimale bronzeo per la Basilica di Santa Maria Maggiore (1826).
Raffinate opere di architettura sono la neoclassica Villa Torlonia (1800) e i palazzi, di più 'urbano' stampo cinquecentistico, Lezzani in piazza Barberini (1825), Lucernari al Corso (1821), il palladiano "Palazzino" Ugolini a Macerata (1796) e l'Accademia Georgica a Treia. Valadier si interessò inoltre della riforma dei primari teatri pubblici (di proprietà privata) romani: intraprese il rifacimento interno del frequentatissimo piccolo Teatro Valle (1819), per il quale elaborò il progetto di una decorosa facciata (1820-1822), aggiunta pure al principale teatro d'opera, il grande Teatro sociale (1830-1831). Giuseppe Valadier progettò nel 1794 la neoclassica semicircolare piazza Garibaldi di Terracina, che venne realizzata progressivamente nel secolo seguente dagli architetti Pietro Bracci e Antonio Sarti e dall'ingegnere Luigi Mollari.

## Curiosità
Nel 1796 Giuseppe Valadier fu testimone oculare dei fenomeni mariani verificatisi a Roma.

## Opere
- Citeroni - Giuseppe Valadier, Raccolta di diverse invenzioni di N.° 24 Fabbriche contenenti chiese, ospedali, palazzi, casini di campagna ed altre, incise a bulino in N.° 24 tavole con le loro respettive piante e spaccati, Roma, Presso Agapito Franzetti al Corso sotto le Convertite, s.a. [1796].
- Giuseppe Valadier, Progetti architettonici per ogni specie di fabriche in stili ed usi diversi, t. I, Roma 1807.
- Id., Raccolta delle più insigni fabbriche di Roma antica e sue adjacenze misurate nuovamente e dichiarate dall'Architetto Giuseppe Valadier illustrate con osservazioni antiquarie da Filippo Aurelio Visconti ed incise da Vincenzo Feoli, Roma, Dai torchi di Mariano De Romanis e Figli, 1810-1826, 8 voll.
- Id., Narrazione artistica dell'operato finora nel ristauro dell'Arco di Tito letta nell'Accademia Romana di Archeologia, li 20 dicembre 1821 da Giuseppe Valadier, Roma, Nella Stamperia De Romanis, 1822.
- Id., L'architettura pratica dettata nella scuola e cattedra dell'Insigne Accademia di San Luca dal Prof. Accademico Signor Cav. Giuseppe Valadier data alla luce dallo Studente d'Architettura Civile Giovanni Muffati Romano, Roma, Per la Società Tipografica, 1828-1839, 5 voll.
- Id., Breve cenno intorno alla nuova facciata della chiesa di San Rocco eseguita per testamentaria disposizione di Giuseppe Vitelli dall'Architetto Cavaliere Giuseppe Valadier, s.n.t.
- Id., Opere di Architettura e di Ornamento ideate ed eseguite da Giuseppe Valadier ..., Roma, s.t., 1833.